# 鶴嶺村
鶴嶺村（つるがみねむら）は、神奈川県の中央南部、高座郡に属していた村。

## 地理
- 河川:相模川

## 歴史
- 1889年（明治22年）4月1日 - 町村制施行により[2]、今宿村、円蔵村、矢畑村、浜之郷村、平太夫新田、松尾村、柳島村、中島村、萩園村、下町屋村および西久保村が合併し鶴嶺村となる[1]。

- 1908年（明治41年）5月26日 - 同年7月1日に、茅ヶ崎村および松林村と合併し茅ヶ崎町を新設する神奈川県告示が発せられる。
県知事は、新町役場の位置を茅ヶ崎村字飯島2356番地に指定したが、この地は三村協議会で否決された場所であった。三村で合意した新町役場の位置である茅ヶ崎村字梅田（茅ヶ崎村役場所在地）への設置を無視された三村長は県に反発した。県は合併予定期日を10月に延期して合併を強行した。

- 1908年（明治41年）6月27日 - 県が、合併施行日を10月1日へ改める。
- 1908年（明治41年）10月1日 - 正式に、高座郡茅ヶ崎村および松林村と合併し茅ヶ崎町となる。新町役場は、南湖の金剛院に置かれた。

## 交通

### 鉄道路線
- 東海道線（村内に鉄道駅はない）

### 道路
- 國道2號 - 旧東海道、現在の国道1号。

## 村長
- 山宮藤吉：1893年 -
- 出口直吉